# Individuell hoppning i ridsport vid olympiska sommarspelen 1976
Individuell hoppning i ridsport vid olympiska sommarspelen 1976 var en av sex ridsportgrenar som avgjordes under de olympiska sommarspelen 1976. 

## Medaljörer
| Event        | Guld                            | Silver                     | Brons                  |
| Individuellt | Alwin Schockemöhle Västtyskland | Michel Vaillancourt Kanada | François Mathy Belgien |

## Resultat
| Ryttare                  | Nation         | Placering | Poäng |
| ------------------------ | -------------- | --------- | ----- |
| Alwin Schockemöhle       | Västtyskland   | 1         | 0,00  |
| Michel Vaillancourt      | Kanada         | 2         | 12,00 |
| François Mathy           | Belgien        | 3         | 12,00 |
| Debbie Johnsey           | Storbritannien | 4         | 12,00 |
| Guy Creighton            | Australien     | 5T        | 16,00 |
| Marcel Rozier            | Frankrike      | 5T        | 16,00 |
| Frank Chapot             | USA            | 5T        | 16,00 |
| Hugo Simon               | USA            | 5T        | 16,00 |
| Luis Álvarez             | Spanien        | 9         | 17,50 |
| Eduardo Amorós           | Spanien        | 10T       | 20,00 |
| Hans Günter Winkler      | Västtyskland   | 10T       | 20,00 |
| Raimondo D'Inzeo         | Italien        | 12        | 24,00 |
| Henk Nooren              | Nederländerna  | 13        | 26,00 |
| Peter Robeson            | Storbritannien | 14        | 27,75 |
| Jim Elder                | Kanada         | 15T       | 28,00 |
| Jim Day                  | Kanada         | 15T       | 28,00 |
| Hubert Parot             | Frankrike      | 17        | 28,25 |
| Argentino Molinuevo, Jr. | Argentina      | 18        | 35,50 |
| Carlos Aguirre           | Mexiko         | 19        |       |
| Juan Rieckehoff          | Puerto Rico    | 20        |       |
| Fernando Senderos        | Mexiko         | 21        |       |
| Dennis Murphy            | USA            | 22T       |       |
| Roberto Tagle            | Argentina      | 22T       |       |
| Oswaldo Méndez           | Guatemala      | 22T       |       |
| Graziano Mancinelli      | Italien        | 25T       |       |
| Piero D'Inzeo            | Italien        | 25T       |       |
| Bruno Candrian           | Schweiz        | 25T       |       |
| Toon Ebben               | Nederländerna  | 25T       |       |
| Buddy Brown              | USA            | 29        |       |
| Joe Yorke                | Nya Zeeland    | 30T       |       |
| Rob Eras                 | Nederländerna  | 30T       |       |
| Hirokazu Higashira       | Japan          | 30T       |       |
| Stanny Van Paesschen     | Belgien        | 30T       |       |
| Graham Fletcher          | Storbritannien | 30T       |       |
| Jan-Olof Wannius         | Sverige        | 30T       |       |
| Paul Schockemöhle        | Västtyskland   | 36        |       |
| Kevin Bacon              | Australien     | 37        |       |
| Thomas Frühmann          | Österrike      | 38        |       |
| Tsunekazu Takeda         | Japan          | 39        |       |
| Luis Razo                | Mexiko         | 40        |       |
| Marc Roguet              | Frankrike      | 41        |       |
| Ryuichi Obata            | Japan          | 42        |       |
| Eric Wauters             | Belgien        | 43        |       |
| Barry Roycroft           | Australien     | AC        |       |
| Henk Hulzebos            | Österrike      | AC        |       |
| Roberto Nielsen-Reyes    | Bolivia        | AC        |       |
| Alfonso Segovia          | Spanien        | AC        |       |